# Petr Arenberger
Petr Arenberger (ur. 4 grudnia 1958 w Pradze) – czeski lekarz i nauczyciel akademicki, w 2021 minister zdrowia.

## Życiorys
Ukończył studia medyczne na Uniwersytecie Karola w Pradze. Specjalizował się w dermatologii i wenerologii. Habilitował się w 1992 na macierzystej uczelni. W 2001 został profesorem na Uniwersytecie Karola. Zawodowo związany ze szpitalami uniwersyteckimi, w 2001 został kierownikiem kliniki dermatologii i wenerologii w szpitalu uniwersyteckim „Královské Vinohrady”.
Był członkiem Komunistycznej Partii Czechosłowacji. Na przełomie lat 80. i 90. pracował na LMU, a w latach 1992–1993 odbył staż na Uniwersytecie Stanforda. Został wiceprzewodniczącym czeskiego towarzystwa lekarskiego ČLS JEP oraz przewodniczącym krajowego towarzystwa dermatologicznego i wenerologicznego. W 2018 powołany w skład rady nadawcy publicznego Český rozhlas, a w 2019 na dyrektora szpitala uniwersyteckiego „Královské Vinohrady”.
W kwietniu 2021 objął urząd ministra zdrowia w drugim rządzie Andreja Babiša. Zakończył urzędowanie w maju tegoż roku po kilku tygodniach pełnienia funkcji ministra.